# Mostro (Federica Carta)
Mostro è un singolo della cantautrice italiana Federica Carta, pubblicato il 19 febbraio 2021 come quarto estratto dal quarto album in studio.

## Video musicale
Il videoclip del brano, diretto da Priscilla Santinelli, è stato pubblicato contestualmente all'uscita del singolo sul canale YouTube della cantante.

## Tracce
Testi di Riccardo Scirè, Galeffi.
1. Mostro – 3:03